# Dąbrowa (Romany)
Dąbrowa – kolonia wsi Romany w Polsce położona w województwie podlaskim, w powiecie kolneńskim, w gminie Stawiski.
Dawniej Romany-Dąbrowa.

## Historia
W latach 1921–1939 kolonia leżała w województwie białostockim, w powiecie kolneńskim (od 1932 w powiecie łomżyńskim), w gminie Przytuły.
Według Powszechnego Spisu Ludności z 1921 roku zamieszkiwało tu 12 osób w 2 budynkach mieszkalnych. Miejscowość należała do parafii rzymskokatolickiej w m. Przytuły. Podlegała pod Sąd Grodzki w Stawiskach i Okręgowy w Łomży; właściwy urząd pocztowy mieścił się w m. Stawiski.
W latach 1975–1998 miejscowość należała administracyjnie do województwa łomżyńskiego.